# アストラナガン
アストラナガン (Astranagant) は、『スーパーロボット大戦シリーズ』に登場する架空の機動兵器である。

## 採用技術

### ティプラー・シリンダー
『α』の世界のイングラムが組み上げた特殊機関。アストラナガンに組み込まれている。並行宇宙から様々なエネルギーを取り出すことができ、空間転移、並行世界へのシフト、時空間移動（タイムトラベル）さえも可能にする。もっともクロスゲート・パラダイム・システムに近いもの。実在の数学者フランク・ティプラーが考案した、理論上は可能とされるタイムマシン「ティプラー・シリンダー（ティプラーの円筒)」に由来。

### ディーン・レヴ
ベルグバウの動力源。この動力機関およびアキシオン・バスターをディーンの火と称して呼ぶこともある。
その詳細について劇中では明らかにされていないが、クォヴレーに憑依していたイングラムの「ディーンの火がディスの目覚めを促す」との台詞がある。
また、クォヴレーは人類補完計画発動の場に居合わせた際にこの機関に言及している。

### ディス・レヴ
ディスの心臓とも呼ばれる。ディス・アストラナガンに組み込まれた動力源で、ゴッツォ家が製作を行っていた。本来はヴァイクランに搭載される予定であったが、開発が難航し搭載されることは無かった。しかし、キャリコがベルグバウとの戦闘で収集していたディーン・レヴのデータを参考にしたことでようやく完成し、ベルグバウの改修時に組み込まれた。
死霊や悪霊など、宇宙中の負の存在の集合体から成る「負の無限力」を吸収し、さらにはそれを「力」として駆動する。またスペシャルシナリオでのクォヴレーによれば、生命が輪廻転生する際の狭間の力を使っていると語っている。ディス・レヴ自体がどのようなものなのかを知る存在は少ないものの、ルアフやアルマナを始め、霊力を感知できる者はディス・レヴを酷く恐れており、悪霊の力を操るムゲ・ゾルバドスやケイサル・エフェスらもその力を欲するほどであった。

### その他
ゾル・オリハルコニウム合金

ズフィルード・クリスタル

## アストラナガン
イングラムがSRX計画を通じて得た技術、ラ・ギアス、バイストン・ウェルなどの異世界の技術、地球の技術およびゼ・バルマリィ帝国の技術を結集して造り上げた究極の人型機動兵器。イングラム自身が搭乗する。
主動力源は量子波動エンジンだが、特殊機関としてティプラー・シリンダーが搭載されている。装甲材質にはズフィルード・クリスタルが使用されており、破損しても自己修復を行う。バルマー戦役時においては、シュウ・シラカワのグランゾンと互角以上に戦えることが明らかになっている唯一の機体であるが、シュウの言葉によれば、この2体が全力で戦うと宇宙が崩壊しかねないという。
ティプラー・シリンダーの搭載により、各階層の次元や並行宇宙から様々なエネルギーを取り出すことができる。また、空間転移、並行世界へのシフト、時空間移動さえも可能。T-LINKシステムも装備しており、念動力による遠隔機体・武器操作だけでなく、念動フィールドも使用可能。
地球側の識別コードはAGX-15「ブラック・エンジェル」。
『第3次α』ではイングラムが、アストラナガンは正と負の無限力の狭間に立つ因果律の番人であると語っていた。あまりに強力かつ特異なその存在ゆえ、バルマーにおいても別格の存在らしく、『第3次α』のクォヴレー編では、ベルグバウを介して復活を試みるなどの事例が見られる。
名前の由来はスペインの銃器メーカー「アストラ」および、ベルギーの銃器メーカー「ナガン」から。
武装
フォトン・バルカン
固定武装。頭部のこめかみ付近に2門装備されている。
Z・Oソード
近接戦用武装。液体金属であるゾル・オリハルコニウムの刃身を念動力によって形成する。
アトラクター・シャワー
詳細不明。ゲームではMAP兵器扱いであり、発射時に「重力散弾」という台詞がある。
T-LINKフェザー
翼部から放出されているエネルギーを念動フィールドにて羽状に固定し、目標に向かって一斉に射出する。
ガン・ファミリア
イングラムのダミー・ファミリアが融合した、リボルバー型の遠隔誘導兵器。サイバスターのハイファミリアを一部参考にしている。

必殺技
アキシオン・キャノン
暗黒物質・ダークマターを構成するアキシオンを目標に撃ち込み、グレートアトラクター（巨大重力圏）に直結するワームホールを発生させ、目標をグレートアトラクターへと落とし込む。
インフィニティ・シリンダー
ティプラー・シリンダーを利用した究極の時空間兵器。10個の中性子星を位相調整によって目標物周囲に召喚、それらを超高速で回転させ時間逆行を引き起こし、目標物を消滅させてしまう（目標物の時間を逆行させることで目標物が存在する前の状態に戻し、「最初から存在しなかった」ことにする）。

劇中での活躍
α
イングラムがロンド・ベル隊離脱後に、地球の技術とエアロゲイター側の技術を結集させ開発した究極の人型機動兵器。バルマー戦役中には地上世界に負の干渉をもたらすバイストン・ウェルの軍勢をティプラー・シリンダーを使い、元の世界へ強制送還しようとした。戦役終盤でロンド・ベル隊とともに戦い、ユーゼスを倒すことに成功するが、その後行方不明になる。
α外伝
バルマー戦役後、記憶を取り戻したイングラムの手によってイージス計画に参加するはずだったが、事故により未来に飛ばされ、ブラックボックスとしてアウルゲルミルに取り込まれた。その姿はアウルゲルミルがドグマブラスターを使用する際見ることができる。なお、アウルゲルミルが時間跳躍をしようとした際、ブラックボックスの示していた時間は、新西暦のイージス計画発動前であった。このことからもイングラムの計画に参加する意思がうかがえる。メイガス曰く、アストラナガンは原形を留めないほどに破壊されていたらしく、ドグマブラスター使用時にあらわれるアストラナガンの姿からもそれがうかがえる。
第3次α
クォヴレー編の最初に半壊した状態でクロスゲートから出現するが、アイン・バルシェム（クォヴレー）の乗るヴァルク・ベンと融合転生しベルグバウとなる。その後バルマーに鹵獲され、融合前の本機のデータを流用してディス・アストラナガンへと新生する。このアストラナガンはαの頃と違い、触手を出してヴァルク・ベンを捕獲するなど、アウルゲルミルに似た機能を備えていた。
DW
第1話冒頭、異次元らしき空間内でクォヴレーが駆るディス・アストラナガンと交戦、互いの必殺技同士の衝突の影響で因果地平の彼方に吹き飛ばされた。ただし、夢とも取れるかのような曖昧な描写をされており、詳細は不明。また、第25話にてセプタギンに閉じ込められたSRXを救出するために出現した。
第2次OG
アダマトロンのエルヨゥン・イェダ・ドーマーの演出にシルエットとして登場。

## R-GUNリヴァーレ
どこからともなくイングラムが召喚した機体。R-GUNの名を冠しているが、まったく別の機体となっている。
武装はアストラナガンに似ており、『OG』版アストラナガンとでも言うべき機体である。独語で「好敵手」の意味を持つリヴァーレの名はリュウセイらに対する「敬意」の表れらしい。
セプタギンやズフィルードといった、ゼ・バルマリィ帝国製の兵器に良くみられる紫系の極彩色をしている。R-GUNを元にしており、全体としては原形をとどめていないが、ゴーグル部分に名残が見られる。またボディ形状はR-GUNのボディを上下逆にしたデザインになっており、腰部にあったメタルジェノサイダー発射口が胸部のアキシオン・バスター発射口になっている。マニピュレータを持たず、ブレードなどは手首から直接伸ばす。
高い再生力を持つ。装甲・動力源は特に言及されておらず不明。なお、『DW』にてR-GUNリヴァーレ出現の際に発生したゲートは、『第3次α』でディス・アストラナガンが這い出てくる魔法陣と同じ形をしている。
地球側の識別コードはAGX-13ハングドガン（吊り下げられた銃）。
武装
ロシュ・ブレード
近接戦用の実体剣。GBA版ではブレードをプロペラのように回転させて攻撃、『OGs』では鞭状の武装になっている。
ガン・スレイヴ
遠隔誘導兵器。

必殺技
アキシオン・バスター
ガン・スレイヴ3機を展開し、魔法陣のようなものを浮かび上がらせて胸部より発射する。

劇中での活躍
OG
終盤に登場。エアロゲイター側に帰還したイングラムの搭乗機で、R-GUNを撃破された直後に出現させた。キョウスケ編では、イングラムの挑発に完全に怒ったキョウスケが装甲固着前に電光石火の一撃を叩き込んだが、命中と同時にステークごとアルトアイゼンの右手を引きちぎった。
スーパーロボット大戦シリーズではじめてHPが10万を越えた機体である。さらに被ダメージを半減させるバリアの歪曲フィールドを持ち、HP・ENも回復するため生半可な攻撃はほぼ通用しない。しかし、マインドブロック・ウェポンブロック（GBA版では精神攻撃無効、ジャムキャンセラー、チャフキャンセラー）以外、特殊効果武器に対する耐性を持たない。
なお、『OG』の元となった『α ORIGINAL STORY』では、最終決戦時に「R-GUNの改造機」が登場している。この機体がリヴァーレそのものなのかは明らかにされていない。
DW
R-GUN撃墜後に魔法陣の中から出現。SRXと死闘を繰り広げた。
Record of ATX
悪魔的な要素が強調されている。撃破されたR-GUNの周りに魔法陣が出現し、卵のような状態になった後、それを突き破って出現した。ギリアムの発言によれば「ゲート（クロス･ゲートとの関連は不明）を開き異界に存在する未知の存在を召喚し、R-GUNに憑依させたもの」。SRXのZ・Oソードを受けて大破し、外装が白色に変異しひび割れて崩壊、中には基になったR-GUNの残骸のみが残った。この時イングラムも同様に白化・崩壊した。

## ベルグバウ
ゼ・バルマリィ帝国で開発されたヴァルク・ベンとアストラナガンの残骸が融合して誕生した機動兵器。保有兵装や戦闘スタイルは中・遠距離戦に特化し、格闘兵装を持たない。その保有兵装の多くがアストラナガンの物と似たような特徴を有している。また、ヴァルク・ベンに搭載されていた防御兵装ディフレクトフィールドも使用できる。スマートなラインを持ち、黒色と金色を基調とする。脊椎にそって配置されたガン・スレイヴや、大きく前方へ展開するエメト・アッシャー、胸部から伸びるプレート・バレルなど直接的なギミックが多い。デザインは金子一馬。
武装
ツイン・ラアムライフル
射撃武装。実弾と非実体弾の2種類を同時に撃ち出す。既存の武装ではR-GUNのツイン・マグナライフルに似る。銃剣を内蔵しており、ゲーム中では切り払いのアクション時に見ることができる。また、設定画やフルアクションフィギュアでは銃剣を展開した姿を確認できる。
ガン・スレイヴ
砲台に羽が付いたような形状をした遠隔誘導兵器。脊椎部に沿って4基搭載されており、使用時にはそれぞれが縦横無尽に飛び回りながら実弾を発射する。射撃時のブローバックが特徴的。
エメト・アッシャー
肩部から伸びる翼上の砲身を前方へ展開し、エネルギー砲を発射する全体攻撃。エメト(emeth)はヘブライ語で「真理」の意。

必殺技
アキシオン・バスター
劇中で「ディーンの火」とも言われる。胸部装甲を開放し、プレート状のバレルを展開した後、剥き出しになったディーン・レヴから直接エネルギーを引き出し、禍々しい色彩を放つ光弾を発射する。アニメーションがアストラナガンのアキシオン・キャノンに似た演出になっている。

劇中での活躍
第3次α
当初は機体の危険性とクォヴレー自身の意向からラー・カイラムで封印される。後にGGGで調査が行われたものの、武装周りがモビルスーツに似ている、各所にアストラナガンのイメージが見られるといった断片的な事項以外は全くわからず、起動すら出来ずにいた。クォヴレーに操作させるべくラー・カイラムに返却されていたが、彼の危機に勝手に動き出し駆けつけてからは、戦力不足から運用はクォヴレーに一任された。
その後はクォヴレーの愛機としてアラドやゼオラとチームを組み（おまかせ編成時）αナンバーズの一員として活躍する。
最終的にはロンデニオン宙域にて、バルマーの特殊部隊ゴラー・ゴレムに鹵獲されてしまう。

## ディス・アストラナガン
シヴァー・ゴッツォが開発したディス・レヴのプロトタイプと、アストラナガンのデータを元にして作られたパーツを組み込まれたことによって、ベルグバウが新たなアストラナガンとして新生した姿。無機的なデザインのアストラナガンとは異なり、生物のような有機的なデザインになっている。
クォヴレーに憑依していたイングラムは本機を「悪魔王の名を冠した銃神」と呼んでいる。
搭載しているディス・レヴが死霊や悪霊の怨念（「負」の無限力）を糧に駆動するためか、本機を恐れる存在（敵味方含めて）も多い。ディス・レヴを制御しているクォヴレーの意思によってしか動かせない。空間転移、並行世界移動も可能。ただし、劇中ではエピローグでわずかに語られた以外に並行世界転移はしておらず、『OGs』では転移にはなんらかの因子が必要とされているように、自由自在に出来るというわけではない模様。
アストラナガンのように時空間移動ができるかどうかは明らかになっていないが、『スーパーヒーロー作戦』においては、並行世界への移動と時空間移動は同義であるとも語られている。この作品においては40年後の時間軸にあたる世界へと移動しているが、これは厳密に言えば、転移前の世界の40年後の世界とほぼ同じ環境を持つ別の並行世界に転移しているということになる。
作中では本機もアストラナガンと呼称・認識されることが多く、正式名称であるディス・アストラナガンが呼称されることは稀である。
武装
ラアム・ショットガン
射撃武装。Z・Oサイズの柄としても機能する。
Z・Oサイズ
近接戦用武装。ゾル・オリハルコニウムの刃を展開する。ラアム・ショットガンを柄として組み合わせた大鎌としての運用がメインであるが、刃部分は単体で鎌剣としても使用できる。なお、本家ともいえるアストラナガンやSRXシリーズのZ・Oソードが透明感のあるエメラルドグリーン色であるのに対し、このZ・Oサイズはダマスカス鋼独特の刃紋のような模様が蠢めくように浮かんでいる。ゾル・オリハルコニウムの出所は不明。
ガン・スレイヴ
ベルグバウのそれと同じ遠隔誘導兵器であるが、本体の変貌に合わせてより悪魔的なデザインに変化した。アストラナガンのガン・ファミリアに似たシルエットにコウモリのような翼が生えた形状をしている。搭載基数も6基に増えている。ベルグバウのものは実弾を発射していたが、本機のものは非実体弾を発射する。なお、この武器でトドメを刺した場合ダメージ表示が出ない。
メス・アッシャー
エメト・アッシャーの強化版。肩部にある砲身を前方に展開し、エネルギー砲を発射する。戦闘アニメーションはアキシオン・バスター、アキシオン・キャノンに似た演出になっている。メス(meth)はヘブライ語で「死」の意。

必殺技
アイン・ソフ・オウル
アストラナガンのインフィニティ・シリンダーと同様に10個の中性子星を目標物に向けて召喚、それらの超高速回転による時間逆行を引き起こすことによって、目標物の時空連続体を破壊し、その存在を抹消する時空間兵器。その名称はカバラ思想における生命の樹に関する用語で、日本語訳では「無限光」を意味する。光球を発射していた本家とは違い、エネルギーの奔流を撃ち出している。
発射時や中性子星の召喚時に魔法陣が出現するなど、本家アストラナガンとは異なり魔術的な演出がなされている。また、発動の際にはクォヴレーのカットインが入るが、モーションはアストラナガンのインフィニティー・シリンダー発動時のイングラムとほぼ同じで、クォヴレーの隣に一瞬イングラムが重なるように映った後クォヴレーの髪の色が青く変色する。戦闘デモが他と比較しても、単独の武器ではかなり長い。

劇中での活躍
第3次α
初登場は本編第35話。魔法陣による空間跳躍によってαナンバーズの前に出現する。無人であったものの、搭載されたディス・レヴの影響で自律稼動を始め、αナンバーズに襲い掛かった。しかし、機体が己の存在を求めていることを悟ったクォヴレーが意を決して乗り込み、生命の力によってディス・レヴの制御に成功したことで、そのまま搭乗機となった。その後、亜空間でディス・レヴが暴走を起こし、一度はエイス・ゴッツォに敗れたものの、第45話で復活。ハザルの暴走によって起こった亜空間の崩壊を一時的にではあるが食い止めている。ノーマル最終話ではαナンバーズによって倒されたケイサル・エフェスがナシム・ガンエデンの力を奪おうとするのを防ぎ、そのままディス・レヴを暴走させ、自機ごとケイサル・エフェスと残留していたまつろわぬ霊たちを異次元に追放しようとした。ナシム・ガンエデンの導きによって消滅は回避されたものの、αナンバーズと共に地球圏へ帰還することはなく、因果律の番人となったクォヴレーと共に並行世界へと旅立っていった。
DW
第1話冒頭にて、イングラムの夢の中で彼の駆るアストラナガンと対決している。また、第25話ではSRXと融合し、異形の機動兵器「DiSRX」へと変貌している。
第2次OG
アダマトロンのエルヨゥン・イェダ・ドーマーの演出にシルエットとして登場。

## DiSRX （ディスアールエックス）
『DW』にて、アストラナガンとSRXが融合した機体。

## 登場作品
- αシリーズ
  - スーパーロボット大戦α
  - スーパーロボット大戦α外伝
  - 第3次スーパーロボット大戦α 終焉の銀河へ
- OGシリーズ
  - スーパーロボット大戦ORIGINAL GENERATION
  - スーパーロボット大戦OG ORIGINAL GENERATIONS
  - スーパーロボット大戦OG外伝
  - スーパーロボット大戦OG -ディバイン・ウォーズ-
  - スーパーロボット大戦OG -ジ・インスペクター-
  - 第2次スーパーロボット大戦OG
  - スーパーロボット大戦OG ムーン・デュエラーズ